# Joseph Späth
Joseph Späth (Bolzano, 13 marzo 1823 – Vienna, 29 marzo 1896) è stato un ginecologo austriaco.

## Biografia
Dopo la laurea presso l'Università di Vienna nel 1849, divenne assistente di Johann Baptist Chiari (1817-1854). Successivamente lavorò presso la clinica di maternità per le ostetriche fino al 1853. Nel 1861 fu nominato professore di ostetricia a Vienna e nel 1873 diventò direttore della seconda clinica ostetrico-ginecologica. Nel 1872/73 fu rettore universitario.
Späth considerava Ignaz Semmelweis (1818-1865) un suo rivale; nel 1864, tuttavia, adottò le teorie di Semmelweis, e inoltre osservò che praticamente tutti gli ostetrici erano convinti che Semmelweis fosse corretto, anche se pochi lo ammettono apertamente.
Nel 1953 fu chiamata in suo onore la via Späthgasse (22º distretto, Donaustadt) a Vienna.

## Opere principali
- Klinik der Geburtshülfe und Gynäkologie, 1855 con Johann Baptist Chiari e Karl Braun (1822–1891).
- Studien über Zwillinge, 1860.
- Ueber mehrere Anomalien der die Frucht umgebenden Eitheile, 1861 e Carl Wedl (1815-1891)
- Sanitäts- Verhältnisse der Wöchnerinnen 1863 an der Geburtsklinik für Hebammen.
- Lehrbuch der Geburteshülfe für Hebammen; 1869.